# La Gia Lương
La Gia Lương tên thật là La Hạo Lương - tên tiếng Anh: Gallen Lo (sinh ngày 16 tháng 12 năm 1962 tại Hồng Kông thuộc Anh) là một diễn viên truyền hình kiêm ca sĩ nổi tiếng ở HongKong. 
Ít ai biết rằng La Gia Lương mang trong mình 2 dòng máu Brazil (đời F2) và HongKong. Khi còn bé đã từng sống tại khu Thâm Thủy Bộ, sau đó thì chuyển sang "Làng Cây Lê" - là một khu nhà ở tập thể. Anh học tại trường tiểu học "Hiệp Hội Phúc Lợi" ở khu Thâm Thủy Bộ, sau đó thì học ở trường "Cotton Spinners Association Secondary School". Sau khi tốt nghiệp thì anh xin việc ở một công ty bất động sản lớn nhất HongKong lúc bây giờ là "Sun Hung Kai" với chức vụ là nhân viên thiết kế. Vài năm sau thì tham gia vào dự án xây dựng "Thành Phố Cảng" và đồng thời anh vẫn tiếp tục việc học của mình vào ban đêm.

## Sự nghiệp
La Gia Lương bắt đầu sự nghiệp diễn xuất tại ATV năm 1984. Sau một số thành công tại ATV, La Gia Lương chuyển sang TVB. Tại TVB, La Gia Lương bắt đầu trở nên nổi tiếng với các bộ phim Bông Hồng Lửa (1992), Thiên Địa Nam Nhi (1996), Thần thám Lý Kỳ (1997), Thiên địa hào tình (1998), Thử Thách Nghiệt Ngã (1999),... 
La Gia Lương giành được ba giải Nam diễn viên chính xuất sắc nhất tại Giải thưởng thường niên TVB năm 1997, 1998 và 2002.
Năm 1998, Album "Thiên Địa Hào Tình" được phát hành, doanh số thu về 75.000 bản và được IFPI trao đĩa bạch kim. Sau đó anh tổ chức concert cá nhân tại - Hồng Quán (HongKong Coliseum) có sức chứa đến 12,500 chỗ và anh cũng là nghệ sĩ độc quyền của TVB đầu tiên được hát tại nơi đây. 
Năm 2003, La Gia Lương rời TVB để chuyển sang Đại lục (Trung Quốc).

## Giải thưởng
- Giải thưởng thường niên TVB 1997 Nam diễn viên chính xuất sắc nhất ~ Huynh Đệ Song Hành - vai Lý Kỳ
- Giải thưởng thường niên TVB 1998 Nam diễn viên chính xuất sắc nhất ~ Bí Mật Của Trái Tim - vai Trác Thượng Văn
- Giải thưởng thường niên TVB 1999 My Favourite On-Screen Partners (Dramas) ~ Phong Cách Đàn Ông (với Trần Tuệ San)
- Giải thưởng thường niên TVB 2000 Top 10 Nhân vật truyền hình được yêu thích ~ Thử thách nghiệt ngã 2 - vai Diệp Vinh Thiêm (Tim)
- Giải thưởng thường niên TVB 2001 Top 13 Nhân vật truyền hình được yêu thích ~ Bảy Chị Em
- Giải thưởng thường niên TVB 2002 Nam diễn viên chính xuất sắc nhất~ Bước ngoặt cuộc đời - vai Đinh Thiện Bổn (Ivan)
- Giải thưởng thường niên TVB 2002 Top 12 Nhân vật truyền hình được yêu thích ~ Bước ngoặt cuộc đời - vai Đinh Thiện Bổn
- Fung-Wan III - The 3rd Top Chinese TV Drama Award 2007 Most Favourite Hong Kong/Taiwan Actor

## Phim đã tham gia

### Phim truyền hình TVB
| Năm  | Tên phim                | Tên tiếng Anh                     | Vai diễn                                                    | Giải thưởng                                                                                                |
| ---- | ----------------------- | --------------------------------- | ----------------------------------------------------------- | --- |
| 1986 | Câu chuyện thành thị    | City Stories                      | La Vỹ Văn                                                   | |
| 1987 | Thời tiết               | The Seasons                       | Đường Gia Lễ (Dee)                                          | |
| 1988 | Đại đô hội              | Behind Silk Curtains              | Huỳnh Y Sinh                                                | |
| 1988 | Thề Không Cúi Đầu       | The Final Verdict                 | Lục Gia Minh (Thomas)                                       | |
| 1989 | Nghĩa bất dung tình     | Looking Back in Anger             | Huỳnh Quốc Cơ                                               | |
| 1989 | Cát tình báo hỷ         | The Legend of Master Chan         | Ông Đại Nhân                                                | |
| 1989 | Tương Ái Hữu Như Hà     | A Trial of Lifetime               | Vưu Kiệm                                                    | |
| 1989 | Trở Về Đường Sơn        | Yankee Boy                        | Từ Hựu Phú                                                  | |
| 1989 | Long đình tranh bá      | Battle In The Royal Court         | Thẩm Trí                                                    | |
| 1990 | Tình Yêu Lứa Đôi        | The Self Within                   | Ông Duật Tu                                                 | |
| 1990 | Duyên nợ tình xa        | Silken Hands                      | Hứa Tuấn Đức                                                | |
| 1990 | U kim huyết kiếm        | The Hunters Prey                  | Phong Diệc Lạc                                              | |
| 1990 | Bước Đường Thành Công   | Rain in the Heart                 | Chung Văn Kiệt                                              | |
| 1991 | Tôi Yêu Vườn Hoa Hồng   | Be My Guest                       | Châu Văn Thanh                                              | |
| 1991 | Thiên Long Kỳ Hiệp      | Mystery Of The Parchment          | Hải Đô                                                      | |
| 1991 | Người tình trong mộng   | Live for Life                     | Lâm Tử Thông                                                | |
| 1991 | Hoàng gia kỵ tướng      | Police on the Road                | Trần Chí Tân                                                | |
| 1991 | Phong bạo màu xanh      | The Survivor                      | Trác Gia Minh                                               | |
| 1992 | Cuộc đánh độ vận mệnh   | Bet on Fate                       | Đỗ Gia Xương                                                | |
| 1992 | Bông hồng lửa           | Vengeance                         | Kiều Lịch                                                   | |
| 1992 | Vương trùng Dương       | Rage and Passion                  | Hoàn Nhan Phong                                             | |
| 1992 | Cực độ không linh       | Tales from Beyond                 | Trương Gia Vỹ                                               | |
| 1993 | Anh hùng thượng hải     | The Hero from Shanghai            | Khang Kiều                                                  | |
| 1993 | Kim xà kiếm             | Golden Snake Sword                |                                                             | |
| 1993 | Bá vương kiều hoa       | The Yangs Women Warriors          | Lý Tư Kỳ                                                    | |
| 1993 | Công tử đào hoa         | The Art of Being Together         |                                                             | |
| 1993 | Khách Sạn Tinh Linh     | The Spirit of Love                |                                                             | |
| 1994 | Hiệp nữ du long         | The Last Conquest                 | Trình Tường/ Chính Đức hoàng đế                             | |
| 1994 | Anh hùng xạ điêu        | The Legend of the Condor Heroes   | Dương Khang                                                 | |
| 1995 | Mối tình nồng thắm      | Plain Love                        | Phương Thụ Căn                                              | |
| 1995 | Chuyện Tình Biên Duyên  | Hand of Hope                      | Trình Lập Nhân                                              | |
| 1996 | Truyền thuyết liêu trai | Dark Tales                        | Vương Nguyên Phong/ tập (16 - 20) Vương Đỉnh/ tập (26 - 35) | |
| 1996 | Thiên địa nam nhi       | Cold Blood Warm Heart             | Từ Gia Lập                                                  | Phản Diện Nổi Bật Nhất năm 1996 (1997年度壹電視大獎得獎名單)                                               |
| 1996 | Nhân viên điều tra      | The Criminal Investigator II      | Lương Gia Vỹ (Charles Leung)                                | |
| 1996 | Nụ hôn nghiệp chướng    | Ambition                          | Trương Văn Vỹ                                               | |
| 1997 | Loạn thế tình thù       | Once Upon a Time in Shanghai      | Quách Tứ Duy                                                | |
| 1997 | Huynh đệ song hành      | Old Time Buddy                    | Lý Kỳ                                                       | Đoạt giải - Nam diễn viên chính xuất sắc nhất                                                              |
| 1997 | Hồ sơ bí ẩn             | Mystery Files                     | Cao Vĩnh Hiền (Peter)                                       | |
| 1997 | Mỹ vị thiên vương       | A Recipe for the Heart            | cosplay Lý Kỳ/ Anh Sửa Ống Nước                             | |
| 1997 | Câu Chuyện Hiếu Thảo    | Self Denial                       | Triệu Vũ                                                    | |
| 1998 | Thần thám Lý Kỳ         | Old Time Buddy - To Catch a Thief | Lý Kỳ                                                       | |
| 1998 | Thiên địa hào tình      | Secret of the Heart               | Trác Thượng Văn                                             | Đoạt giải - Nam diễn viên chính xuất sắc nhất                                                              |
| 1999 | Phong cách đàn ông      | Feminine Masculinity              | Đặng Bính Quyền/ Diana                                      | Đoạt giải - My Favourite On-Screen Partners Đề cử - Nam diễn viên chính xuất sắc nhất                      |
| 1999 | Thử thách nghiệt ngã    | At the Threshold of an Era        | Diệp Vinh Thiêm                                             | Đề cử - Nam diễn viên chính xuất sắc nhất                                                                  |
| 2000 | Thử thách nghiệt ngã 2  | At the Threshold of an Era II     | Diệp Vinh Thiêm                                             | Đoạt giải - Nhân vật truyền hình được yêu thích (                                                          |
| 2001 | Vượt rào hôn nhân       | At Point Blank                    | La Cảnh Huy                                                 | |
| 2001 | Bảy chị em              | Seven Sisters                     | Tạ Tử Đường                                                 | Đề cử - Nam diễn viên chính xuất sắc nhất Đoạt giải - Nhân vật truyền hình được yêu thích                  |
| 2001 | Chuyện tình xóm chợ     | Hope for Sale                     | Vương Hạ Bách                                               | |
| 2002 | Bước ngoặt cuộc đời     | Golden Faith                      | Đinh Thiện Bổn (Chung Thiên Ân)                             | Đoạt giải - Nam diễn viên chính xuất sắc nhất Đoạt giải - Nhân vật truyền hình được yêu thích              |
| 2003 | Hồ sơ tuyệt mật         | The W Files                       | Vệ Tư Lý                                                    | |
| 2008 | Tình duyên láng giềng   | When a Dog Loves a Cat            | Miêu Chuẩn                                                  | |
| 2009 | Phú quý môn             | Born Rich                         | Trác Nhất Minh/ Sa Phú Lai                                  | Đề cử - Nam diễn viên chính xuất sắc nhất (Top 15) Đề cử - Nam nhân vật chính được yêu thích nhất (Top 15) |
| 2017 | Cạm Bẫy Thương Trường   | Provocateur                       | Trác Quân Lâm                                               | |

| Năm  | Tên phim                         | Vai diễn                | Chú thích             |
| ---- | -------------------------------- | ----------------------- | --------------------- |
| 1995 | Liêu Trai                        | Ma Giới Vương Tử        | Đài Loan              |
| 2001 | Vương Trung Vương                | Quan Thiên Đào          |                       |
| 2002 | Tình Quay Về Đâu                 | La Đại Vệ               | đóng cùng Tuyên Huyên |
| 2003 | Thiên Nhai Truy Sát Lệnh         | Thành Nhân              |                       |
| 2003 | Thiện Nữ U Hồn                   | Lục Đạo                 |                       |
| 2004 | Tân Chung Vô Diệm                | Tề Tuyên Vương          |                       |
| 2004 | Kungfu Túc Cầu                   | Trương Kiện (Grad)      | HongKong              |
| 2005 | Hỏa Đầu Trí Đa Tinh              | Trịnh Trung             | HongKong              |
| 2006 | Truyền Kỳ Vương Chiêu Quân       | 呼韩邪单于              |                       |
| 2006 | Lang Nhân                        | Cao Thế                 |                       |
| 2007 | Hồ Gia Hán Nguyệt                | Lý Bưu                  |                       |
| 2007 | Trịnh Hòa Hạ Tây Dương           | Trịnh Hòa               |                       |
| 2008 | Chấn Hám Thế Giới Đích Thất Nhật | Đinh Hải Bình           |                       |
| 2009 | Hoàn Mỹ Kết Cục                  | Châu Chấn Hoa           |                       |
| 2009 | Nam Nhi Bản Sắc                  | Châu Kính Chi           |                       |
| 2010 | Liêm Thạch Truyền Kỳ             | Tôn Quyền               |                       |
| 2011 | Đại Chiến Cổ Kim                 | Tần Thủy Hoàng          |                       |
| 2011 | Khổng Tử                         | Tử Cống                 |                       |
| 2013 | Tinh Trung Nhạc Phi              | Tần Cối                 |                       |
| 2013 | Nữ Nhân Đích Võ Khí              | Dương Hân Quân          |                       |
| 2013 | Thanh Xuân Bất Câu Dụng          | Crius                   |                       |
| 2015 | Ba Người Cha                     | Ninh Bửu Lâm            |                       |
| 2015 | Cô Vợ Bất Đắc Dĩ                 | Cung Hoành Thế          |                       |
| 2016 | Kẻ Săn Đuổi                      | Quân Thống Đặc Vụ       |                       |
| 2016 | Đông Phương Chiến Trường         | Uông Tinh Vệ            |                       |
| 2016 | Trường Mộng Lưu Ngân             | Tống Sảnh Hà            |                       |
| 2016 | Vô Gián Đạo                      | Hàn Lãng                | HongKong              |
| 2017 | Nộ Hải Hồng Trần                 | Tham mưu trưởng         |                       |
| 2017 | Tư Mỹ Nhân                       | Tần Huệ Văn Vương       |                       |
| 2018 | Dạ Thiên Tử                      | Dương Ứng Long          |                       |
| 2019 | Đông Cung                        | Hoàng Đế                |                       |
| 2019 | Yêu Phải Chàng Trai Sao Bắc Đẩu  | Vấn Phụ                 |                       |
| 2020 | Tân Tuyệt Đại Song Kiêu          | Giang Biệt Hạc          |                       |
| 2020 | Loan Khu Nhi Nữ                  | Âu Dương Đông Giang     |                       |
| 2020 | Chiến Độc/ Cơn Bão Trắng         | Trần Kiên               | HongKong              |
| 2022 | Danh tiếng gia tộc               | Mã Thế Hưng (khách mời) | SCTV9 - Hongkong      |
| 2024 | Danh tiếng gia tộc 2             | Khâu Thủ Nghĩa          |                       |